# Ville-sur-Arce
Ville-sur-Arce és un municipi francès situat al departament de l'Aube i a la regió del Gran Est. L'any 2007 tenia 244 habitants.

## Demografia

### Població
El 2007 la població de fet de Ville-sur-Arce era de 244 persones. Hi havia 108 famílies de les quals 35 eren unipersonals (8 homes vivint sols i 27 dones vivint soles), 31 parelles sense fills, 34 parelles amb fills i 8 famílies monoparentals amb fills.
La població ha evolucionat segons el següent gràfic:
Habitants censats

### Habitatges
El 2007 hi havia 145 habitatges, 106 eren l'habitatge principal de la família, 19 eren segones residències i 19 estaven desocupats. 143 eren cases i 2 eren apartaments. Dels 106 habitatges principals, 93 estaven ocupats pels seus propietaris, 11 estaven llogats i ocupats pels llogaters i 2 estaven cedits a títol gratuït; 5 tenien dues cambres, 12 en tenien tres, 20 en tenien quatre i 69 en tenien cinc o més. 82 habitatges disposaven pel capbaix d'una plaça de pàrquing. A 57 habitatges hi havia un automòbil i a 43 n'hi havia dos o més.

### Piràmide de població
La piràmide de població per edats i sexe el 2009 era:
| Homes | Edats   | Dones |
| ----- | ------- | ----- |
| 0     | 95 o +  | 0     |
| 0     | 90 a 94 | 0     |
| 4     | 85 a 89 | 4     |
| 0     | 80 a 84 | 0     |
| 0     | 75 a 79 | 4     |
| 16    | 70 a 74 | 12    |
| 0     | 65 a 69 | 4     |
| 0     | 60 a 64 | 4     |
| 16    | 55 a 59 | 12    |
| 4     | 50 a 54 | 8     |
| 12    | 45 a 49 | 12    |
| 16    | 40 a 44 | 16    |
| 4     | 35 a 39 | 8     |
| 8     | 30 a 34 | 4     |
| 8     | 25 a 29 | 12    |
| 4     | 20 a 24 | 4     |
| 12    | 15 a 19 | 0     |
| 0     | 10 a 14 | 8     |
| 16    | 5 a 9   | 12    |
| 0     | 0 a 4   | 20    |

## Economia
El 2007 la població en edat de treballar era de 156 persones, 123 eren actives i 33 eren inactives. De les 123 persones actives 118 estaven ocupades (61 homes i 57 dones) i 5 estaven aturades (3 homes i 2 dones). De les 33 persones inactives 13 estaven jubilades, 12 estaven estudiant i 8 estaven classificades com a «altres inactius».

### Ingressos
El 2009 a Ville-sur-Arce hi havia 115 unitats fiscals que integraven 268,5 persones, la mediana anual d'ingressos fiscals per persona era de 30.034 €.

### Activitats econòmiques
Dels 10 establiments que hi havia el 2007, 3 eren d'empreses alimentàries, 2 d'empreses de construcció, 1 d'una empresa de comerç i reparació d'automòbils, 1 d'una empresa d'informació i comunicació, 1 d'una empresa immobiliària i 2 d'empreses de serveis.
Dels 2 establiments de servei als particulars que hi havia el 2009, 1 era un paleta i 1 guixaire pintor.
L'any 2000 a Ville-sur-Arce hi havia 55 explotacions agrícoles que ocupaven un total de 646 hectàrees.

## Poblacions més properes
El següent diagrama mostra les poblacions més properes.